# Too big to fail
Pour les articles homonymes, voir Too big to fail (homonymie).
Too big to fail, littéralement « trop gros pour échouer », et plus exactement dans le contexte financier pour lequel le terme est généralement utilisé, « trop gros pour faire faillite », est un concept économique qui décrit la situation d'une très grande entreprise, d'une banque ou toute autre institution financière dont la faillite aurait des conséquences systémiques désastreuses sur l'économie et qui par conséquent se retrouve renflouée par les pouvoirs publics dès lors que ce risque de faillite est avéré. Le concept est connexe de celui de banque systémique.

## Histoire
La première application de la doctrine moderne too big-to fail est le sauvetage de la Bank of the Commonwealth en 1972 par la FDIC. La doctrine est devenue connue du grand public avec le renflouement de la Continental Illinois en 1984.

## Exemples
Le cas de l'assureur AIG lors de la crise des subprimes illustre ce phénomène,. Il a été renfloué par le gouvernement américain pour éviter que sa faillite ne cause des pertes de l'ordre de 3 200 milliards de dollars au sein du système financier international. Sa faillite aurait entraîné celle de nombreux établissements bancaires avec lesquels il était lié.
Une réforme du système financier, initiée par Barack Obama en avril 2010 et concrétisée en particulier par le Dodd–Frank Wall Street Reform and Consumer Protection Act, visait notamment à limiter la taille des banques.